# Hypsizygus
Hypsizygus là một chi nấm phân bố phổ biến ở phía bắc của vùng ôn đới. Chi này được Rolf Singer miêu tả năm 1947.

## Hình ảnh

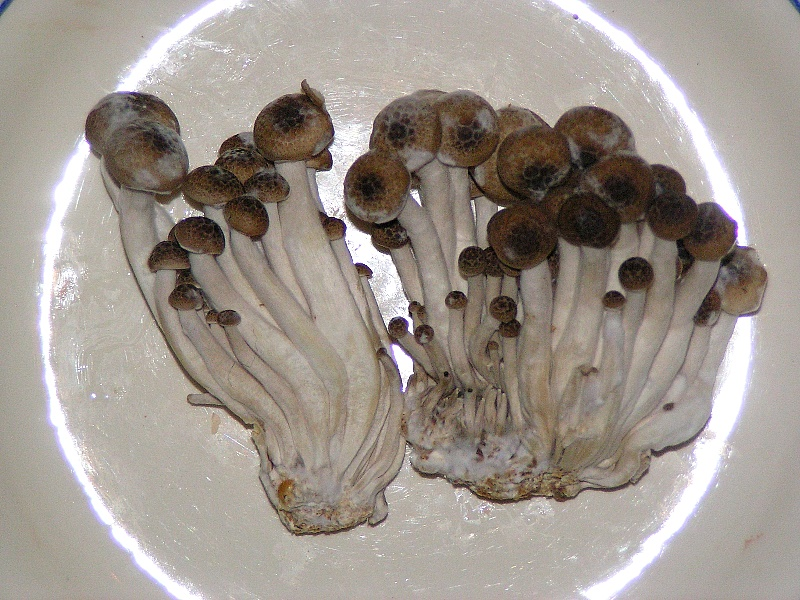
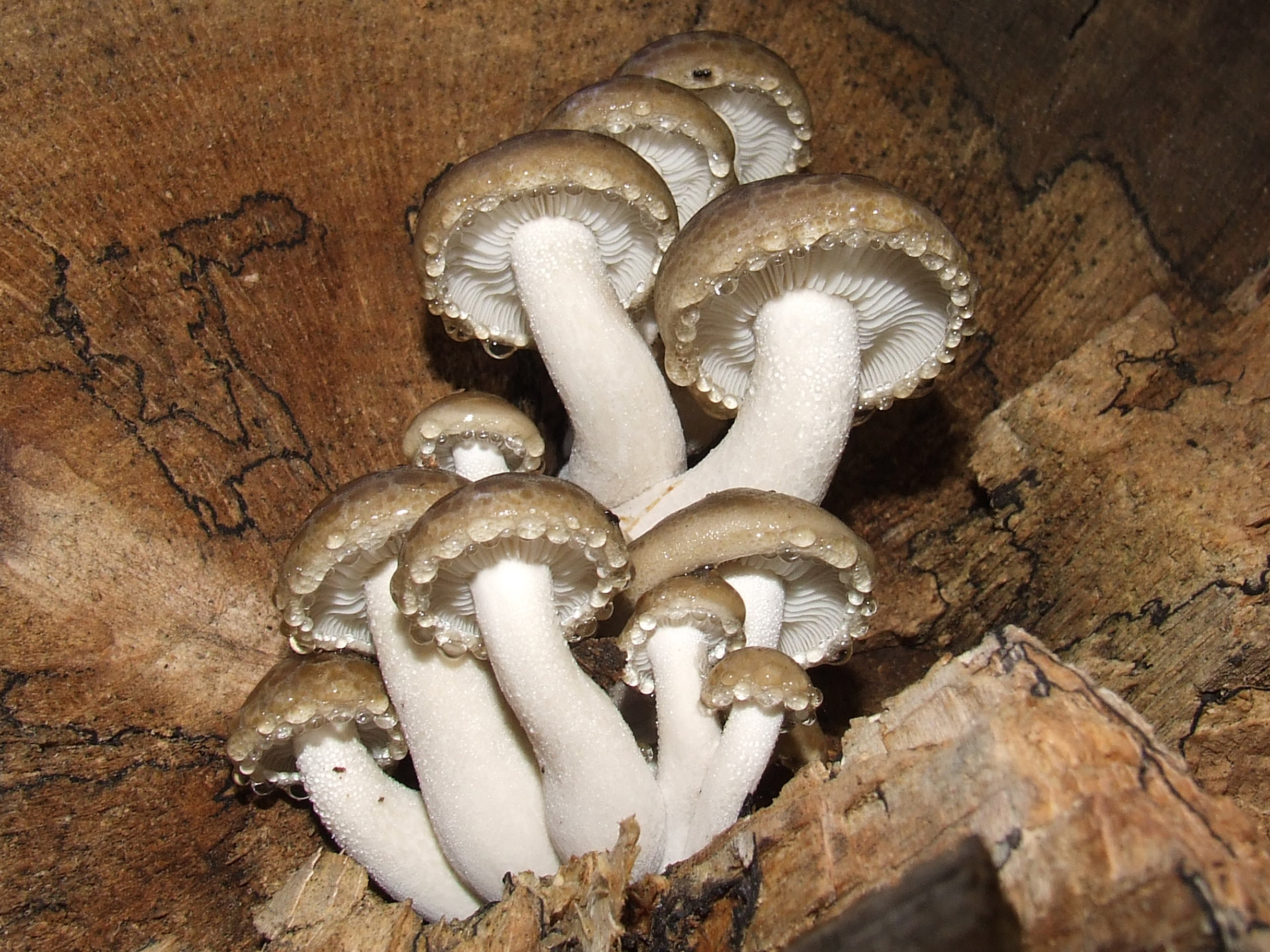